# Matallana de Torío
Matallana de Torío egy község Spanyolországban, León tartományban. Lakosainak száma 1228 fő (2024). A helyiek főként mezőgazdaságból és szénbányászatból élnek.

## Történelme
A korai középkorban a leóni Szent Izidor-kolostorhoz tartozott.

## Földrajza
Matallana de Torío La Robla, La Pola de Gordón, Vegacervera, Cármenes, Valdepiélago, La Vecilla, Santa Colomba de Curueño és Garrafe de Torío községekkel határos.

## Népesség
A település lakosságának változását az alábbi diagram mutatja:
| Lakosok száma | 1672 | 1538 | 1462 | 1436 | 1403 | 1372 | 1322 | 1270 | 1269 | 1228 |
|               | 2001 | 2004 | 2007 | 2009 | 2012 | 2014 | 2017 | 2019 | 2022 | 2024 |